# IC 4163
IC 4163 — галактика типу P (особлива галактика) у сузір'ї Волосся Вероніки.
Цей об'єкт міститься в оригінальній редакції індексного каталогу.